# Arteră ulnară
Artera ulnară este principalul vas de sânge, cu sânge oxigenat, al aspectelor mediale ale antebrațului. Apare din artera brahială și se termină în arcul palmar superficial, care se unește cu ramura superficială a arterei radiale. Este palpabil pe aspectul anterior și medial al încheieturii mâinii.
De-a lungul cursului său, este însoțit de o venă sau vene denumite în mod similar, venă ulnară sau vene ulnare.
Artera ulnară, cea mai mare dintre cele două ramuri terminale ale arterei brahiale, începe puțin sub curbura cotului în fosa cubitală și, trecând oblic în jos, ajunge în partea ulnară a antebrațului la un punct aproximativ la jumătatea distanței dintre cot și încheietura mâinii. Apoi, are traseul de-a lungul marginii ulnare până la încheietura mâinii, traversează ligamentul carpian transversal pe partea radială a osului pisiform și imediat dincolo de acest os se împarte în două ramuri, care intră în formarea arcurilor volare superficiale și profunde.

## Ramuri
Antebraț: Artera recurentă ulnară anterioară, artera recurentă ulnară posterioară, artera interosoasă comună care este foarte scurtă, în jur de 1 cm, și dă naștere arterelor interosoase anterioare, posterioare și recurente și aproape de încheietura mâinii dă ramura carpiană palmară, care este contribuția ulnară la arcul carpian palmar și, de asemenea, dă o ramură carpiană dorsală, care este contribuția ulnară la arcada carpiană dorsală.
Mână: Ramură palmară profundă a arterei ulnare care trece prin mușchii hipotenari până la anastomoză cu arcada palmară profundă care este formată predominant de artera radială și ramura terminală a arterei ulnare urmează să formeze arcada palmară superficială.

## Relații
În jumătatea sa superioară, este profund așezată, fiind acoperită de mușchiul pronator teres, mușchiul flexor carpi radialis, mușchiul palmaris longus și mușchiul flexor digitorum superficialis ; se intinde pe mușchiul brahial și mușchiul flexor digitorum profundus.
Nervul median este în relație cu partea medială a arterei timp de aproximativ 2,5 cm și apoi traversează vasul, fiind separat de acesta de capul cubital al mușchiului rotund pronator.
În jumătatea inferioară a antebrațului se află pe mușchiul flexor profund al degetelor, fiind acoperit de tegument și fascia superficială și profundă și plasat între mușchiul flexor ulnar al carpului și mușchiul flexor superficial al degetelor.
Este însoțit de două vene comitante și este suprapus în treimea sa mijlocie de mușchiul flexor ulnar al carpului ; nervul cubital se află pe partea medială a celor două treimi inferioare ale arterei, iar ramura cutanată palmară a nervului coboară pe partea inferioară a vasului până la palma mâinii.

### Încheietura
La nivelul încheieturi mâinii, artera ulnară este acoperită de tegument și ligamentul carpian volar și se află pe retinaculul flexor al mâinii. Pe partea sa medială este osul pisiform și, oarecum în spatele arterei, nervul cubital.

## Particularități
Artera ulnară variază în origine, în proporție de aproximativ unul din treisprezece cazuri; poate apărea între 5 și 7 cm. sub cot, dar mai frecvent mai sus, artera brahială fiind mai des sursa de origine decât arterei axilare.
Variațiile în poziția acestui vas sunt mai frecvente decât în radial. Când originea sa este normală, cursul navei este rar modificat.
Când apare sus, este aproape invariabil superficial pentru mușchii flexori ai antebrațului, situându-se de obicei sub fascia, mai rar între fascia și tegument.
În câteva cazuri, poziția sa este subcutanată în partea superioară a antebrațului și subaponeurotic în partea inferioară.

## Imagini suplimentare

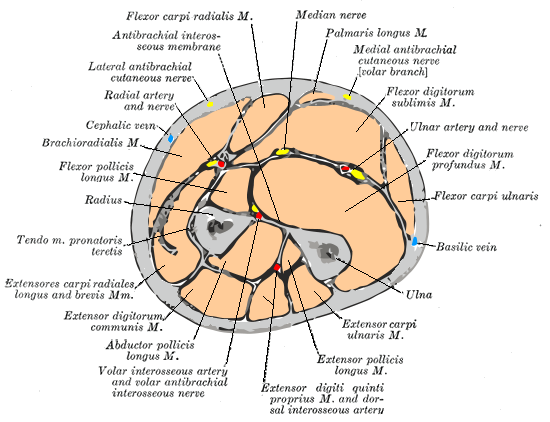
Secțiune transversală prin mijlocul antebrațului.
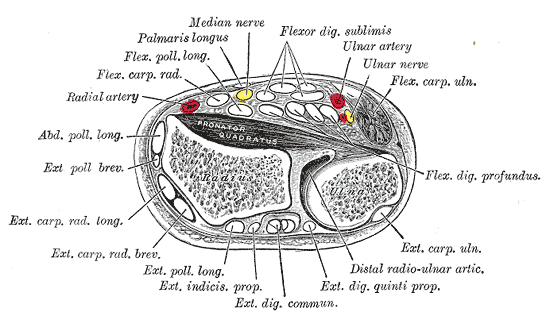
Secțiune transversală peste capetele distale ale razei și ulnei.
Secțiune transversală peste încheietura mâinii și cifre.
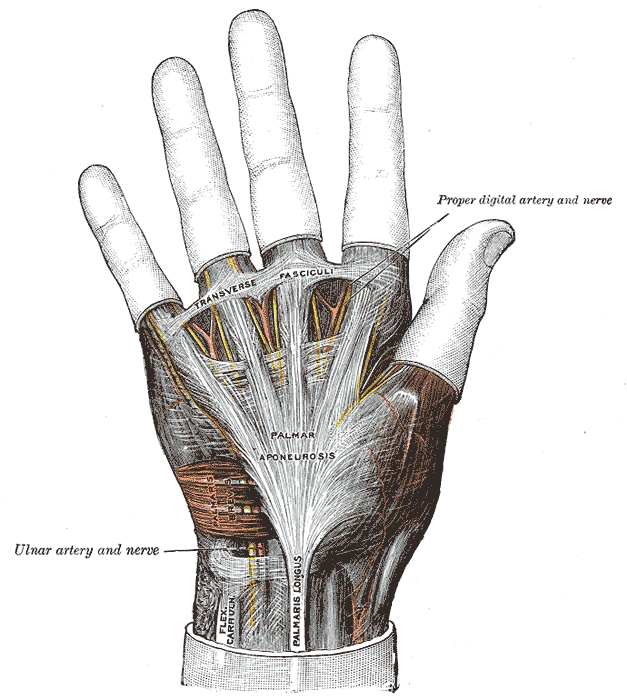
Aponevroza palmară.
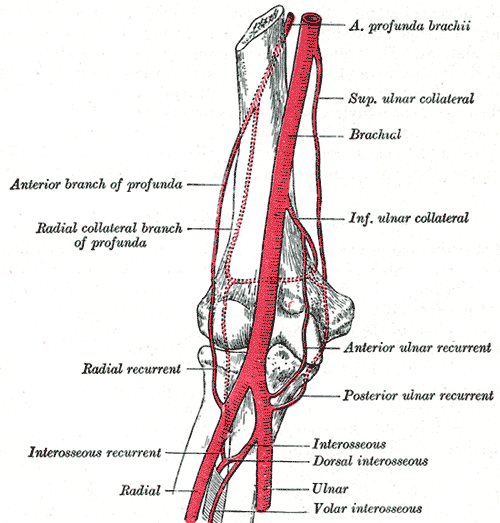
Diagrama anastomozei în jurul articulației cotului.
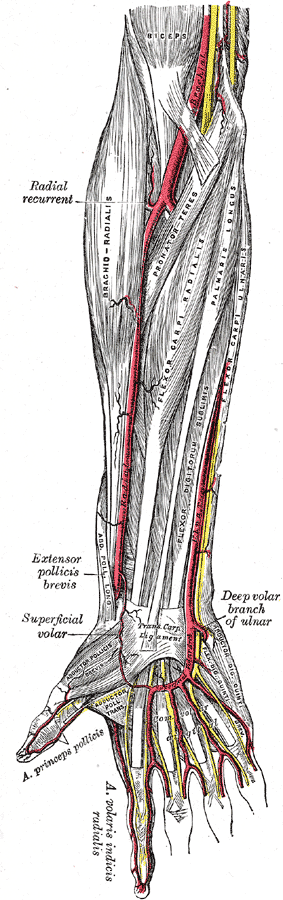
Arterele antebrațului drept - vedere anterioară.
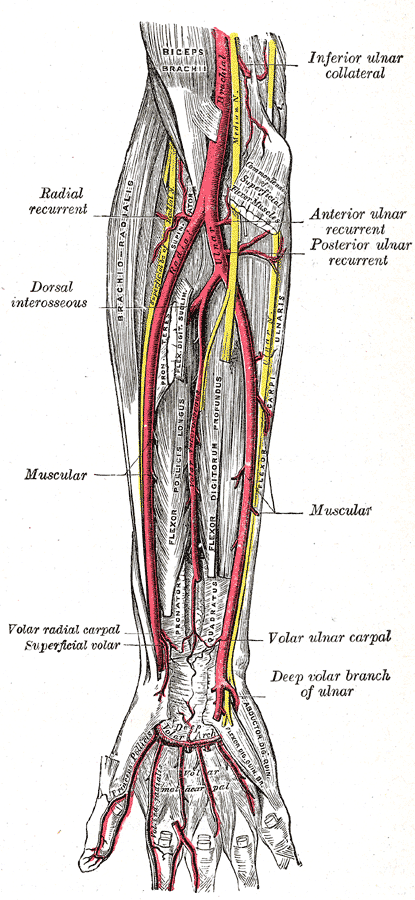
Arterele ulnare și radiale. Vedere profundă.

## Legături  externe
- Ulnar_artery at the Duke University Health System's Orthopedics program
- lesson4artofforearm at The Anatomy Lesson by Wesley Norman (Georgetown University)